# Мігел-Баррера (Техас)
Мігел-Баррера (англ. Miguel Barrera) — переписна місцевість (CDP) в США, в окрузі Старр штату Техас. Населення — 132 особи (2020).

## Географія
Мігел-Баррера розташований за координатами 26°24′43″ пн. ш. 98°55′18″ зх. д. / 26.41194° пн. ш. 98.92167° зх. д. (26.412012, -98.921576).  За даними Бюро перепису населення США в 2010 році переписна місцевість мала площу 0,04 км², уся площа — суходіл.

## Демографія
Згідно з переписом 2010 року, у переписній місцевості мешкало 128 осіб у 37 домогосподарствах у складі 34 родин. Густота населення становила 2862 особи/км².  Було 44 помешкання (984/км²).
Расовий склад населення:
| - 100,0 % — білих |

До двох чи більше рас належало 0,0 %. Частка іспаномовних становила 100,0 % від усіх жителів.
За віковим діапазоном населення розподілялося таким чином: 39,1 % — особи молодші 18 років, 50,0 % — особи у віці 18—64 років, 10,9 % — особи у віці 65 років та старші. Медіана віку мешканця становила 26,0 року. На 100 осіб жіночої статі у переписній місцевості припадало 75,3 чоловіків;  на 100 жінок у віці від 18 років та старших — 81,4 чоловіків також старших 18 років.
Середній дохід на одне домашнє господарство  становив 44 671 долар США (медіана — 45 365), а середній дохід на одну сім'ю — 44 671 долар (медіана — 45 365). 
Цивільне працевлаштоване населення становило 95 осіб. Основні галузі зайнятості: будівництво — 53,7 %, освіта, охорона здоров'я та соціальна допомога — 25,3 %, транспорт — 21,1 %.